# جاك ويلكينسون (لاعب دوري الرغبي)
جاك ويلكينسون (بالإنجليزية: Jack Wilkinson)‏ هو لاعب دوري الرغبي بريطاني، ولد في 1930 في هاليفاكس في المملكة المتحدة.